# Grisen
Grisen é um curta-metragem francês de 2008 dirigido por Dorthe Warnø Høgh. Como reconhecimento, foi nomeado ao Oscar 2009 na categoria de Melhor Curta-metragem.